# San Diego Open 2022
Il San Diego Open 2022 è stato un torneo di tennis giocato sui campi in cemento all'aperto del Barnes Tennis Center di San Diego, negli Stati Uniti. È stata la seconda edizione del torneo maschile, facente parte della categoria ATP Tour 250 nell'ambito dell'ATP Tour 2022, e la 35ª del torneo femminile dal 2013 che fa parte della categoria WTA 500 nell'ambito del WTA Tour 2022. Il torneo maschile si è giocato a dal 19 al 25 settembre 2022, mentre quello femminile dal 10 al 16 ottobre dello stesso anno.
Con questa edizione è stato ripristinato il torneo femminile, che si era tenuto l'ultima volta nel 2015. Il torneo maschile era stato inaugurato nel 2021 con una licenza concessa dalla Association of Tennis Professionals (ATP) valida per un solo anno per sopperire alle cancellazioni di alcuni tornei dovute alla pandemia di COVID-19. L'emergenza si è ripetuta con altre cancellazioni nel 2022 e al torneo maschile del San Diego Open è stata concessa una nuova licenza valida per un solo anno per la stagione 2022.

## Partecipanti al singolare maschile

### Teste di serie
| Nazionalità | Giocatore         | Ranking* | Testa di serie |
| ----------- | ----------------- | -------- | -------------- |
| Regno Unito | Daniel Evans      | 25       | 1              |
| Stati Uniti | Jenson Brooksby   | 50       | 2              |
| Stati Uniti | Marcos Giron      | 60       | 3              |
| Spagna      | Pedro Martínez    | 67       | 4              |
| Stati Uniti | Brandon Nakashima | 68       | 5              |
| Australia   | James Duckworth   | 69       | 6              |
| Cile        | Alejandro Tabilo  | 70       | 7              |
| Stati Uniti | Jeffrey John Wolf | 72       | 8              |

* Ranking al 12 settembre 2022.

### Altri partecipanti
I seguenti giocatori hanno ricevuto una wildcard per il tabellone principale:
- Brandon Holt
- Zachary Svajda
- Fernando Verdasco

I seguenti giocatori sono passati dalle qualificazioni:

- Mitchell Krueger
- Facundo Mena
- Christopher Eubanks
- Emilio Nava

### Ritiri
Prima del torneo
- Daniel Altmaier → sostituito da  Jason Kubler
- Cristian Garín → sostituito da  Steve Johnson
- Kwon Soon-woo → sostituito da  Stefan Kozlov
- Jiří Veselý → sostituito da  Christopher O'Connell

## Partecipanti al doppio maschile

### Teste di serie
| Nazionalità | Giocatore          | Nazionalità | Giocatore                 | Ranking* | Testa di serie |
| ----------- | ------------------ | ----------- | ------------------------- | -------- | -------------- |
| Messico     | Santiago González  | Argentina   | Andrés Molteni            | 65       | 1              |
| Stati Uniti | Nathaniel Lammons  | Stati Uniti | Jackson Withrow           | 129      | 2              |
| Colombia    | Nicolás Barrientos | Messico     | Miguel Ángel Reyes Varela | 146      | 3              |
| Svezia      | André Göransson    | Giappone    | Ben McLachlan             | 147      | 4              |

* Ranking al 12 settembre 2022.

### Altri partecipanti
Le seguenti coppie hanno ricevuto una wild card per il tabellone principale:
- Bradley Klahn /  Fernando Verdasco
- Keegan Smith /  Sem Verbeek

La seguente coppia di giocatori è entrata in tabellone usando il ranking protetto:
- Marcelo Demoliner /  Marcelo Melo

La seguente coppia di giocatori è entrata in tabellone come alternate:
- Jonathan Eysseric /  Artem Sitak

### Ritiri
Prima del torneo
- William Blumberg /  Alejandro Tabilo → sostituiti da  Evan King /  Denis Kudla
- Robert Galloway /  Alex Lawson → sostituiti da  Jonathan Eysseric /  Artem Sitak
- Cristian Garín /  Hans Hach Verdugo → sostituiti da  Hans Hach Verdugo /  Treat Conrad Huey
- Max Purcell /  Luke Saville → sostituiti da  Jason Kubler /  Luke Saville

## Partecipanti al singolare femminile

### Teste di serie
| Nazionalità | Giocatore        | Ranking* | Testa di serie |
| ----------- | ---------------- | -------- | -------------- |
| Polonia     | Iga Świątek      | 1        | 1              |
| Spagna      | Paula Badosa     | 4        | 2              |
|             | Aryna Sabalenka  | 5        | 3              |
| Stati Uniti | Jessica Pegula   | 6        | 4              |
| Grecia      | Maria Sakkarī    | 7        | 5              |
| Stati Uniti | Coco Gauff       | 8        | 6              |
| Francia     | Caroline Garcia  | 10       | 7              |
|             | Dar'ja Kasatkina | 11       | 8              |

* Ranking al 3 ottobre 2022.

### Altri partecipanti
I seguenti giocatori hanno ricevuto una wildcard per il tabellone principale:
- Leylah Fernandez
- Maria Sakkarī
- Sloane Stephens
- Coco Vandeweghe

Le seguenti giocatrici sono entrate in tabellone con il protected ranking:
- Bianca Andreescu
- Sofia Kenin

I seguenti giocatori sono passati dalle qualificazioni:

- Louisa Chirico
- Caroline Dolehide
- Robin Montgomery
- Camila Osorio
- Ellen Perez
- Donna Vekić

Le seguenti giocatrici sono entrate in tabellone come lucky loser:
- Jil Teichmann
- Zheng Qinwen

### Ritiri
Prima del torneo
- Beatriz Haddad Maia → sostituita da  Ljudmila Samsonova
- Anett Kontaveit → sostituita da  Bianca Andreescu
- Petra Kvitová → sostituita da  Martina Trevisan
- Veronika Kudermetova → sostituita da  Jil Teichmann
- Jeļena Ostapenko → sostituita da  Alison Riske-Amritraj
- Elena Rybakina → sostituita da  Zheng Qinwen

## Partecipanti al doppio femminile

### Teste di serie
| Nazionalità | Giocatore                | Nazionalità | Giocatore      | Ranking* | Testa di serie |
| ----------- | ------------------------ | ----------- | -------------- | -------- | -------------- |
| Stati Uniti | Coco Gauff               | Stati Uniti | Jessica Pegula | 11       | 1              |
| Canada      | Gabriela Dabrowski       | Messico     | Giuliana Olmos | 15       | 2              |
| Stati Uniti | Nicole Melichar-Martinez | Australia   | Ellen Perez    | 26       | 3              |
| Stati Uniti | Desirae Krawczyk         | Paesi Bassi | Demi Schuurs   | 28       | 4              |

* Ranking al 3 ottobre 2022.

### Altri partecipanti
Le seguente coppia ha ricevuto una wild card per il tabellone principale:
- Alyssa Ahn /  Katherine Hui

La seguente coppia di giocatrici è entrata in tabellone usando il ranking protetto:
- Storm Sanders /  Luisa Stefani

### Ritiri
Prima del torneo
- Anna Danilina /  Beatriz Haddad Maia → sostituite da  Anna Danilina /  Aljaksandra Sasnovič

## Campioni

### Singolare maschile
Brandon Nakashima ha sconfitto in finale  Marcos Giron con il punteggio di 6-4, 6-4.
- È il primo titolo in carriera per Nakashima.

### Singolare femminile
Iga Świątek ha sconfitto in finale  Donna Vekić con il punteggio di 6-3, 3-6, 6-0.
• È l'undicesimo titolo in carriera per la Świątek, l'ottavo della stagione.

### Doppio maschile
Nathaniel Lammons /  Jackson Withrow hanno sconfitto in finale  Jason Kubler /  Luke Saville con il punteggio di 7–6(5), 6-2.

### Doppio femminile
Coco Gauff /  Jessica Pegula hanno sconfitto in finale  Gabriela Dabrowski /  Giuliana Olmos con il punteggio di 1-6, 7-5, [10-4].